# Dölbau
Dölbau is een plaats en voormalige gemeente in de Duitse deelstaat Saksen-Anhalt, en maakt deel uit van de Landkreis Saalekreis.
Dölbau telt 1.170 inwoners.